# Японо-рюкюские языки
Япо́но-рюкюские (япо́нские) языки́ — семья языков на Японском архипелаге и на островах Рюкю. Генетические связи с другими языковыми семьями не установлены. Происходят от общего предка — праяпонского языка.

## Состав
В состав семьи входят:
- японский язык
  - хоккайдский диалект
  - кансайский диалект

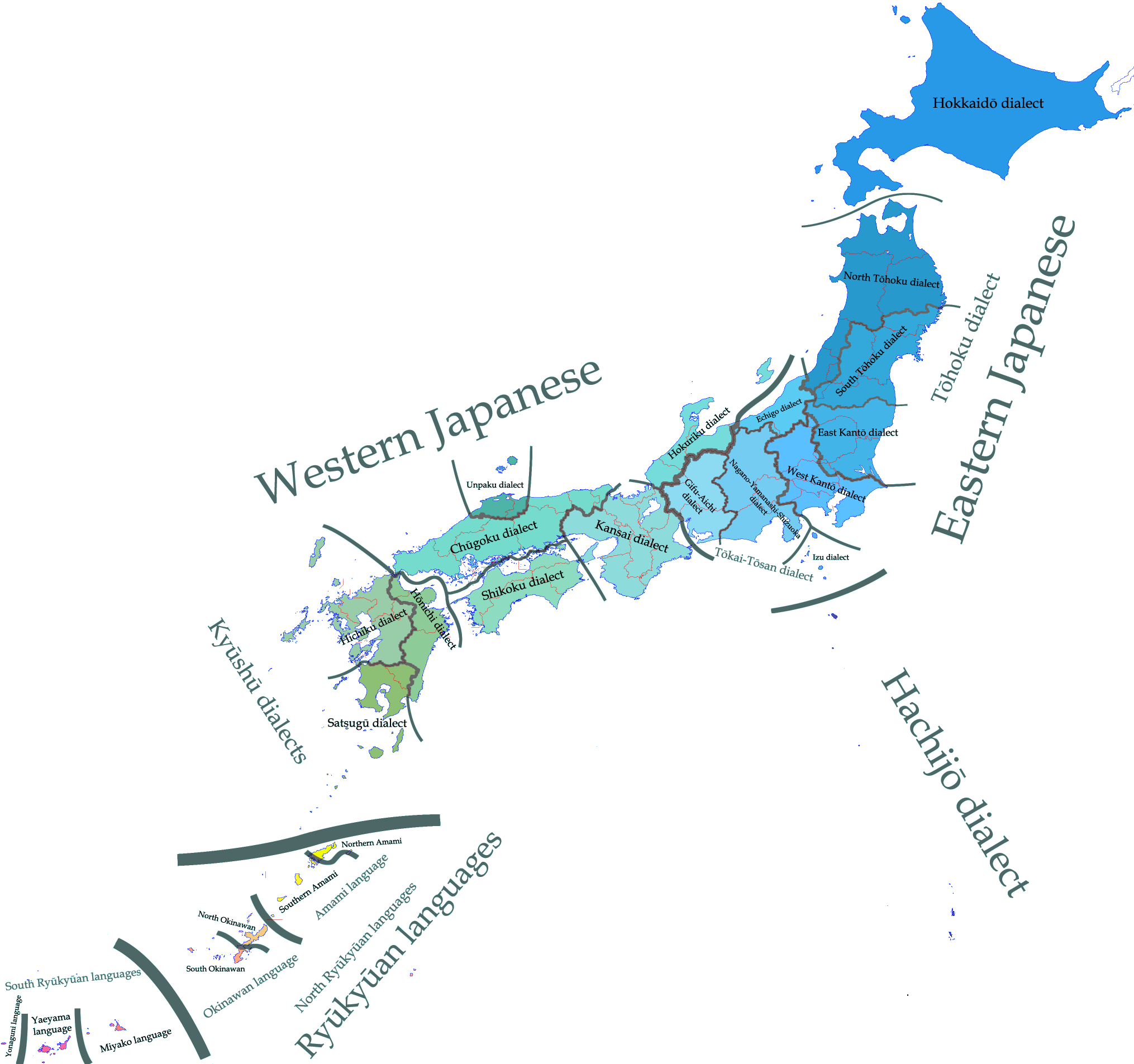
Карта распространения японо-рюкюских языков

  - восточные диалекты — северо-восточная часть острова Хонсю
  - западные диалекты — западная часть островов Хонсю и Сикоку
  - южные диалекты — остров Кюсю и Рюкюский архипелаг
  - идиом хатидзё — острова Хатидзё и Аогасима, а также острова Дайто[1]
- рюкюские языки[2]:
  - севернорюкюские языки
    - амамийские языки — о-ва Амами
      - осима — остров Осима
      - токуносима — остров Токуносима
      - окиноэрабу — остров Окиноэрабудзима
      - ёрон — остров Йорондзима

    - окинавские языки — о-ва Окинава
      - северноокинавское (кунигамское) наречие
      - южноокинавское наречие

  - южнорюкюские языки
    - миякоские языки:
      - миякоское наречие — о-ва Мияко
      - тарамское наречие — о-ва Тарама и Минна

    - макрояэямские языки:
      - яэямское наречие — о-ва Яэяма
      - ёнагунский язык (ёнагуни) — остров Йонагуни

Спорным является вопрос о принадлежности к японской ветви вымершего когурёского языка (иногда включается в корейскую ветвь).